# 桐一兵衛
桐一兵衛（きりいちべい）または斬一倍（きりいちばい）は、新潟県南魚沼郡や南蒲原郡に伝わる妖怪。

## 概要
ある侍が、おのぼり峠という場所を通っていたところ、小さい子供が「早く歩いてお父様に抱かれ」と言いながら追いかけてきた。侍が不審がって足を速めると、子供はさらに追いかけて来た。侍はこれを化け物と直感し、刀で真っ二つに斬り捨てた。ところが二つに斬られた子供は2人になり、それらを斬るとそれぞれがさらに2人ずつになり、やがて数え切れないほどになった。
侍はたまらず逃げ出したが、化け物は騒ぎ立てながら追いかけて来た。危うく化け物に捕まりそうになったとき、ニワトリの声がして、化け物たちは「朝になったから帰ろう」と消え失せた。侍が後で気づいてみると、ニワトリの声を上げたのは、自分の刀に彫られていたニワトリの目貫だった。これが桐一兵衛、または切一倍という化け物だという。